# Maladera sinaica
Maladera sinaica är en skalbaggsart som beskrevs av Ahrens 2000. Maladera sinaica ingår i släktet Maladera och familjen Melolonthidae. Inga underarter finns listade i Catalogue of Life.